# Asociación Dominicana de Profesores
La Asociación Dominicana de Profesores (ADP) es la entidad sindical que agrupa a los maestros y maestras de la República Dominicana, con el propósito de luchar por mejores condiciones laborales y la calidad del sistema educativo dominicano.
Esta asociación forma parte de las organizaciones no gubernamentales (ONG) que funcionan en la República Dominicana, similares a las fundaciones sin fines de lucro en diversas áreas profesionales  realizan labores similares.

## Historia
En la creación y fundación de la ADP entre los sectores más activos hay una fuerte incidencia de las distintas posiciones políticas especialmente de los partidos opositores al gobierno entre demócratas liberales y de izquierda revolucionaria. Como sectores confluyeron el universitario que para la ocasión es predominante, colegios privados católicos y no católicos que son los convocantes. Así mismo queda conformada la directiva que la encabeza la Profesora Ivelisse Prats de Pérez, por los colegios privados el Profesor Enrique de León y por los colegios privados católicos el Profesor Héctor Jiménez, así como también por otras formas de organización de las maestras y maestros integrados en FEDOMA representados por la Prof. Milagros Pineda y el Prof. Frank Fuentes.
El acto de fundación tuvo efecto en el Teatro Agua y Luz del Centro de los Héroes  el 13 de abril de 1970 y el Comité Ejecutivo es ratificado en sus integrantes del comité gestor, la Prof. Ivelisse Prats Ramírez es electa como presidenta, el Prof. Enrique de León como Secretario General además son parte los profesores Antonio Lockward Artiles, Darío Solano, Flavio Fernando Tatis, José Nanum y Ana Victoria Brache.
La ADP a partir de entonces participa activamente para que se reabran las escuelas clausuradas cuyo decreto que anula la anterior disposición es una victoria lograda por el conjunto de organizaciones que lo reclaman entre las cuales juega un importante rol la nueva organización.
14 días después de fundada la ADP tiene efecto la Asamblea de Profesores del Distrito Nacional con una peculiaridad que no extraña en esos tiempos pues es convocada por cerca de 20 directores de planteles oficiales y la dirección de la ADP. Una semana después, el 6 de mayo tiene lugar otro hecho interesante propio de la época, que consiste en una alianza para la lucha reivindicativa y los reclamos entre profesores y estudiantes principalmente universitarios y secundarios; se efectúa la denominada Asamblea de Estudiantes y Profesores por la Salvación de la Educación Nacional. El protagonismo relativo de estudiantes frente a profesores o al menos el compartir esos espacios y que se expresa en la propia denominación está relacionado de acuerdo a interpretaciones al respecto con la muy reciente creación del gremio profesoral.
El 20 de junio es el turno del Distrito Nacional en cuanto a retornar a las acciones gremiales reivindicativas y organizativas, pues es cuanto se realiza la Asamblea de Profesores del Distrito Nacional y se elige la primera directiva de esa filial de la ADP. Más otro hecho muy interesante en la época que se comenta se trata del protagonismo de los profesores de colegios, que si bien se ve en la propia conformación de la ADP y en los primeros años de su existencia como gremio, se destaca como muy próximo a los orígenes es decir el 30 de julio de 1970 se forma el Sindicato de Profesores de Colegios (SPC) y que incluso es registrado en la Secretaría de Estado de Trabajo el 13 de agosto.
Se observa como la ADP en sus orígenes integra a profesoras y profesores del sector público, universitarios y del sector privado. Con el tiempo no sólo se hace predominante el sector público de la educación preuniversitaria, sino que llega a ser su esencia y razón de ser. Hay quienes no descartan que en nuevas etapas alcance a ser la organización representativa de todas las profesoras y profesores dominicanos o al menos que exista un mecanismo que así lo refleje.
Un hecho de significación institucional para la ADP y que toca directamente lo organizativo es la celebración el 6 de septiembre del mismo año, es decir de 1970 del Pre-Congreso de la Asociación Dominicana de Profesores-ADP-.
La ADP asume a partir de entonces distintas formas en lo que respecta a su estructura organizacional a través de las cuales cumple con los componentes estratégicos y operativos, es decir en cuanto a su visión, misión, programa de objetivos, programa de actividades y programa de tareas independientemente de la denominación o las formas que tales conceptos pudiesen adoptar. Más es por la vía de dos instancias principales que se adoptan las principales decisiones y que se define desde ahí el curso de los acontecimientos de la institución; desde la elección de sus principales dirigentes, particularmente los miembros del Comité Ejecutivo Nacional, hasta las orientaciones generales sobre métodos de lucha y estilos de dirección. Se trata de los Consejos Nacionales y los Congresos Nacionales en las diferentes etapas del desarrollo histórico de la ADP. Por la vía de tales máximos niveles de decisión y a partir de los mismos se analizan los principales acontecimientos históricos del gremio magisterial.
Los hitos son la fundación de la ADP el 13 de abril de 1970,  el Pre-Congreso de la ADP del 6 de septiembre del mismo año y luego 7 Consejos Nacionales y 7 Congresos Nacionales. A partir de los mismos se presentan y analizaran 
los acontecimientos de 25 años de la historia de la ADP.

## Dirigentes
Comité Ejecutivo Nacional - Gestión 2021/2024
| N.º | Nombre y Apellido           | Cargo                                              |
| 1   | Eduardo Hidalgo Abreu       | Presidente                                         |
| 2   | Víctor García               | Primer Vicepresidente                              |
| 3   | Kenia Xiomara Guante Valdez | Segundo Vicepresidente                             |
| 4   | Julio Canelo                | Secretario General                                 |
| 5   | Juan De Dios Núñez Batista  | Secretario Nacional de Organización                |
| 6   | Soraida Trinidad            | Sec. Educación y Formación Sindical                |
| 7   | Miguel Feliz                | Sec. Nacional de Reclamos y Acción Reivindicativa. |
| 8   | Tomás Pichardo Martínez     | Secretario Nacional de Finanzas                    |
| 9   | Franco De los Santos Abreu  | Sec. De Comunicación y Relaciones Públicas         |
| 10  | Aura Dilcia Heredia         | Secretario de Asuntos Internacionales              |
| 11  | Máximo Santiago             | Secretario de Seguridad Social                     |
| 12  | Génesis Santos              | Sec. De Asuntos Docentes y Pedagógicos             |
| 13  | Juan Humberto Santos        | Sec. De Investigación y Cultura                    |
| 14  | Franklin Ferreras           | Sec. De Equidad con Perspectiva de Género          |
| 15  | Miguel Ángel Fernández      | Sec. De Atención al Jubilado y Pensionado          |
| 16  | Isaías Solano               | Secretario de Medio Ambiente                       |
| 17  | Sixto Alfredo Gabin         | Sec. De Educación Superior, Ciencia y Tecnología   |
| 18  | Luis Gabriel Ventura        | Sec. De Deportes y Recreación                      |
| 19  | Ángel Francisco Cuello      | Sec. De Actas y Correspondencia                    |
| 20  | Primitiva Medina            | Primer Vocal                                       |
| 21  | Zenón Padilla               | Segundo Vocal                                      |

## Logros, Aportes y Perspectivas
Entre los logros alcanzados por la Asociación Dominicana de Profesores en sus más de 42 años de fundada, están:
- El Seguro Médico para maestros y sus dependientes.
- El desayuno escolar.
- Entrega de libros de texto para estudiantes del sector público.
- La libertad sindical de los educadores.
- La elaboración, aprobación y puesta en vigencia de las leyes 66-97 y 451-08 sobre el sistema de jubilación y pensión.
- La reparación de escuelas.
- Uso de materiales didácticos para la enseñanza.
- El programa de formación de los maestros.
- El aumento salarial, para dignificar el trabajo del educador a través de los incentivos de los docentes.
- Los avances en el sistema educativo nacional a través del Plan Decenal.

Dentro de las perspectivas de la ADP están:
- Una educación de calidad.
- El establecimiento de la tanda única como una de las estrategias para la permanencia y desarrollo de competencias y habilidades.
- Una transformación curricular que sirva de base para el desarrollo social, político y económico de los ciudadanos y ciudadanas de la República Dominicana.
- Base Legal de la Educación Dominicana.
- Financiamiento de la Educación.
- Condiciones de Vida y Trabajo del Maestro Dominicano.
- El Analfabetismo, Mal Social que Hay que Superar Definitivamente.
- La Información sobre el Sistema Educativo como Problema Fundamental
- La Problemática en Atención a los Niveles Educativos
- Educación Primaria o Básica
- Educación Media
- Educación Superior

## Estructuras Orgánicas
- Conté Ejecutivo Nacional

| Presidente                                      |
| Primer Vicepresidente                           |
| Segundo Vicepresidente                          |
| Secretaria General                              |
| Secretaria Nacional de Organización             |
| Secretario de Educación y Formación Sindical    |
| Sec. De Reclamos y Acciones Reivindicativas     |
| Secretario de Finanzas                          |
| Sec. de Comunicaciones y Relaciones Públicas.   |
| Secretaria de Asuntos Internacionales           |
| Secretario de Seguridad Social                  |
| Sec. De Asuntos Docentes y Pedagógico           |
| Secretaría de Investigación y Cultura           |
| Sec. Equidad con Perspectiva de Género          |
| Secretaría de Atención al Jubilado y Pensionado |
| Secretaria de Medio Ambiente                    |
| Sec. Educación Superior, Ciencia y Tecnología.  |
| Secretaría de Deportes y Recreación             |
| Secretario de Acta                              |
| Primer Vocal                                    |
| Segundo Vocal                                   |

- Tribunal Nacional Disciplinario

| Juez Presidente      |
| Juez Vicepresidente  |
| Juez Secretario      |
| Primer Juez Miembro  |
| Segundo Juez Miembro |

- Consejo Nacional de Comisarios

| Presidente     |
| Vicepresidente |
| Secretario     |
| Primer Vocal   |
| Segundo Vocal  |